# 圣母升天圣殿 (托尔切洛岛)
圣母升天圣殿 (Basilica di Santa Maria Assunta)是一座罗马天主教宗座圣殿，位于意大利威尼斯的托尔切洛岛。这是一座拜占庭建筑，是威尼斯最古老的宗教建筑之一，拥有该地区最古老的马赛克。

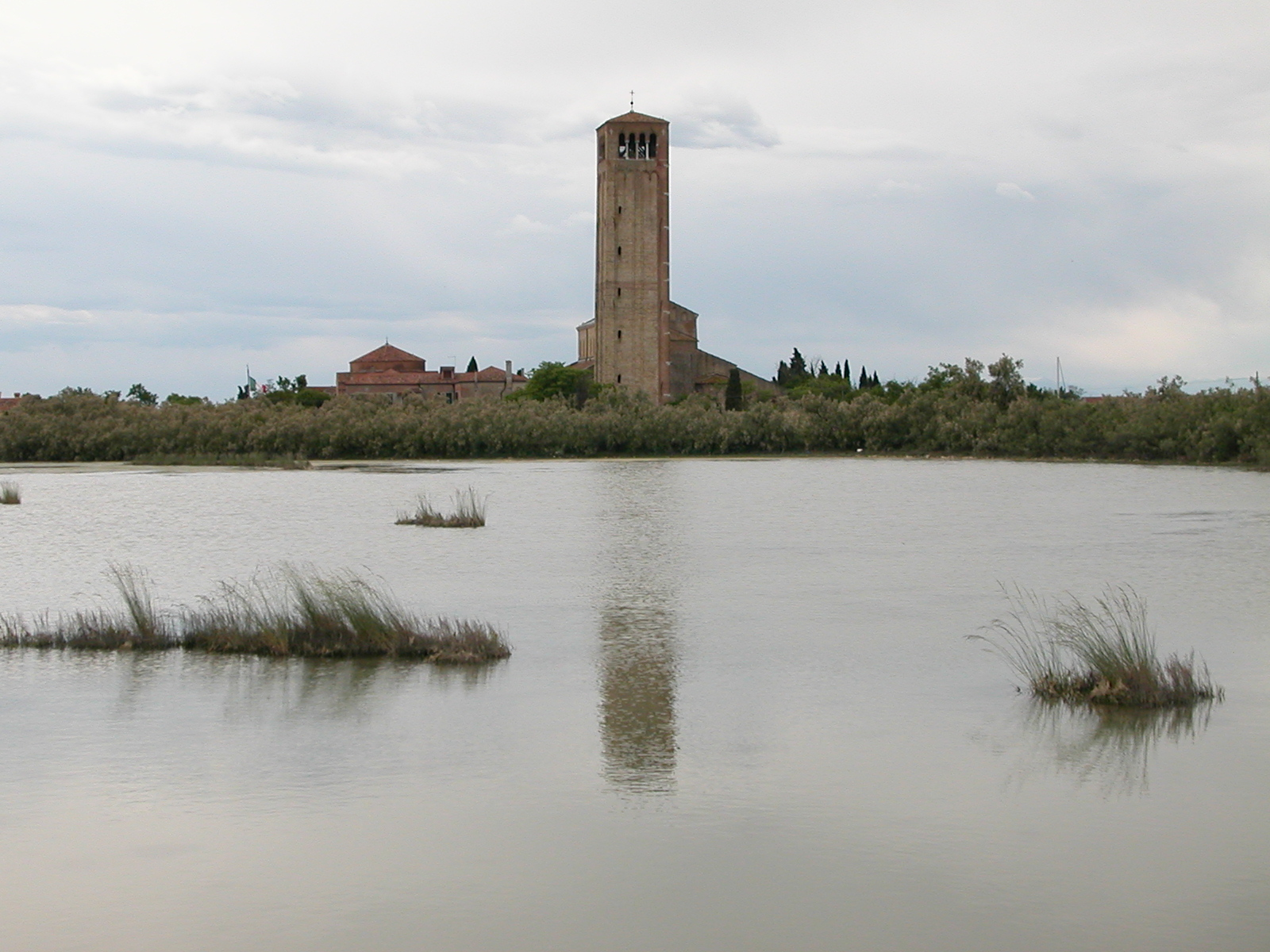
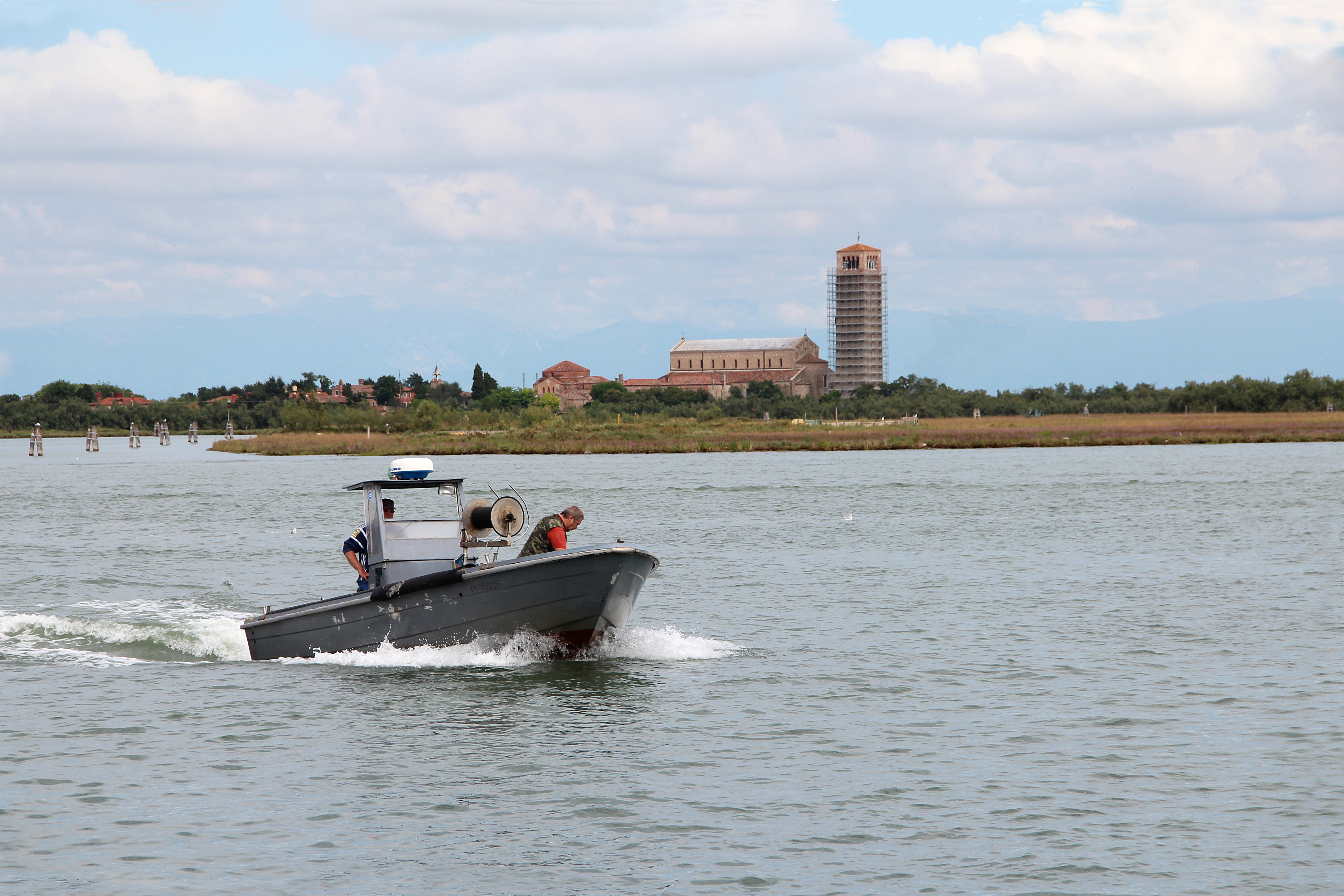
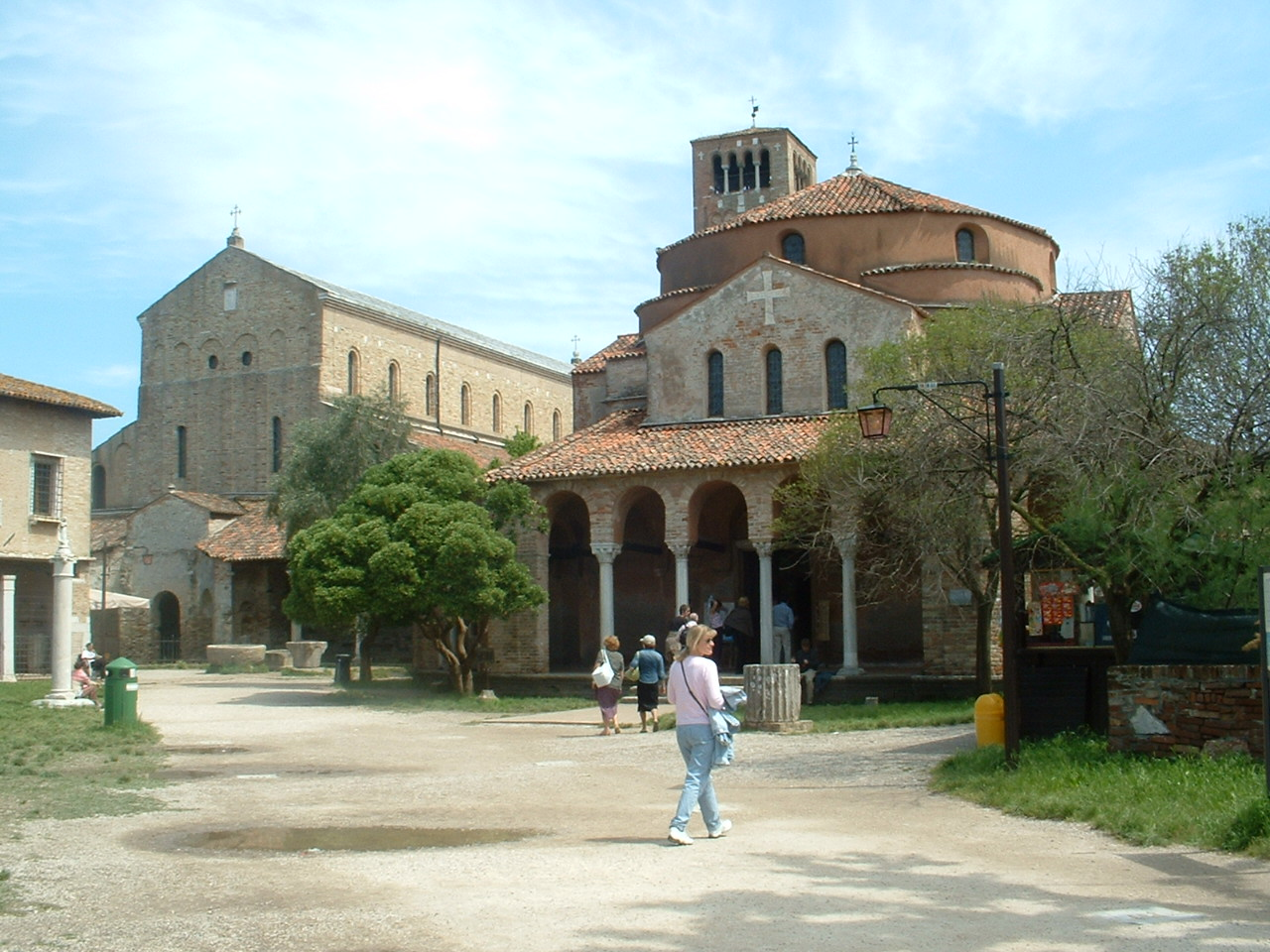
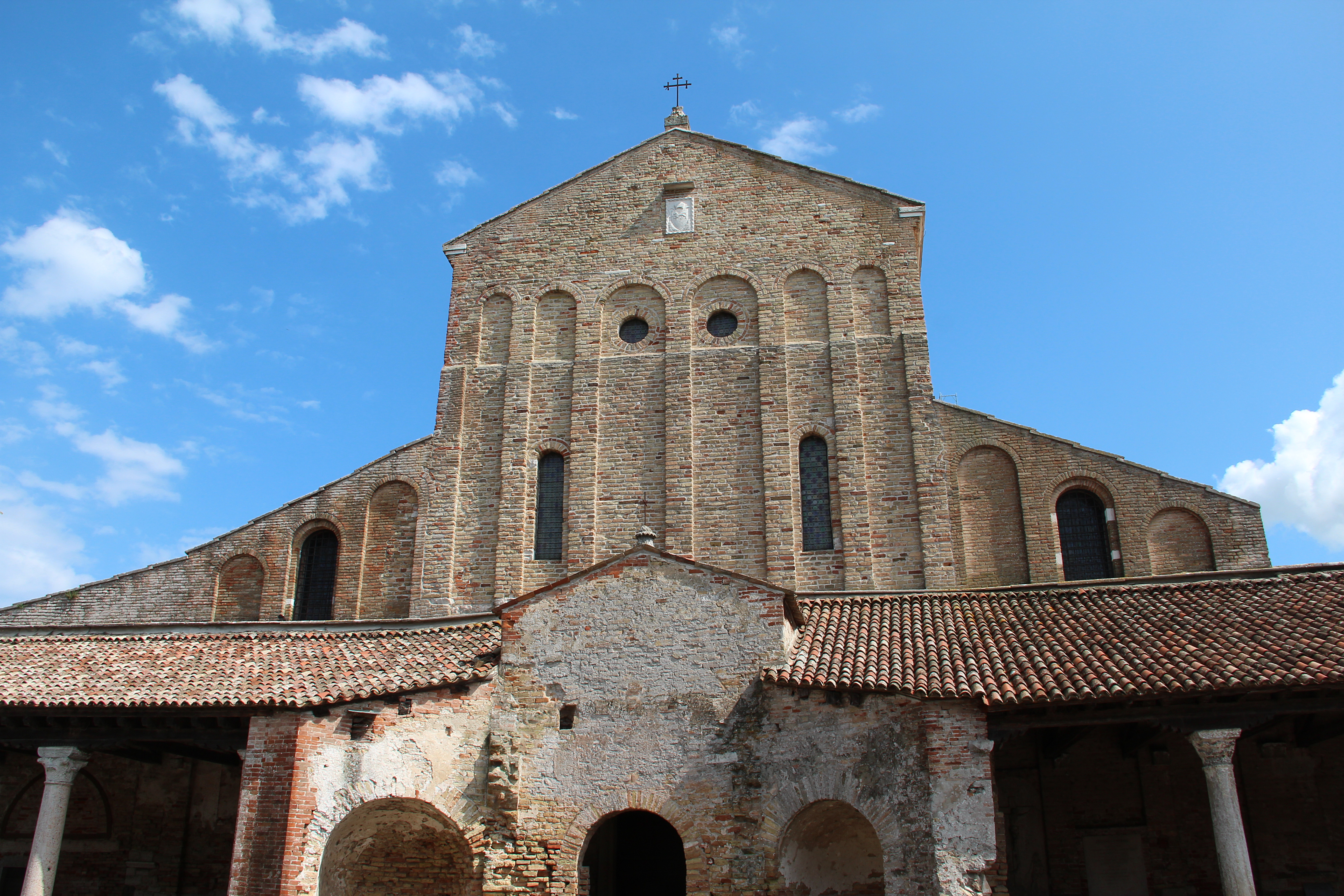
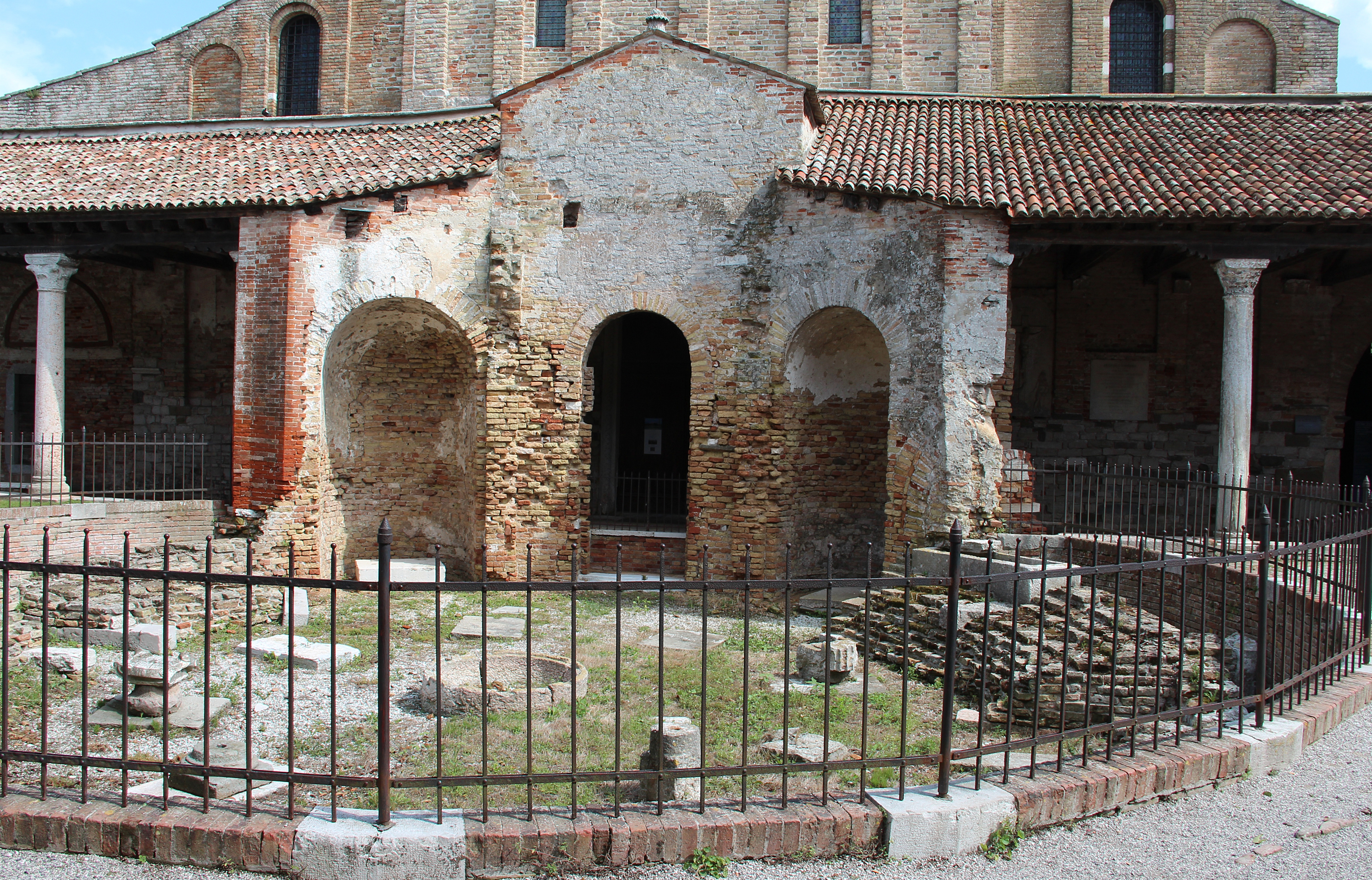
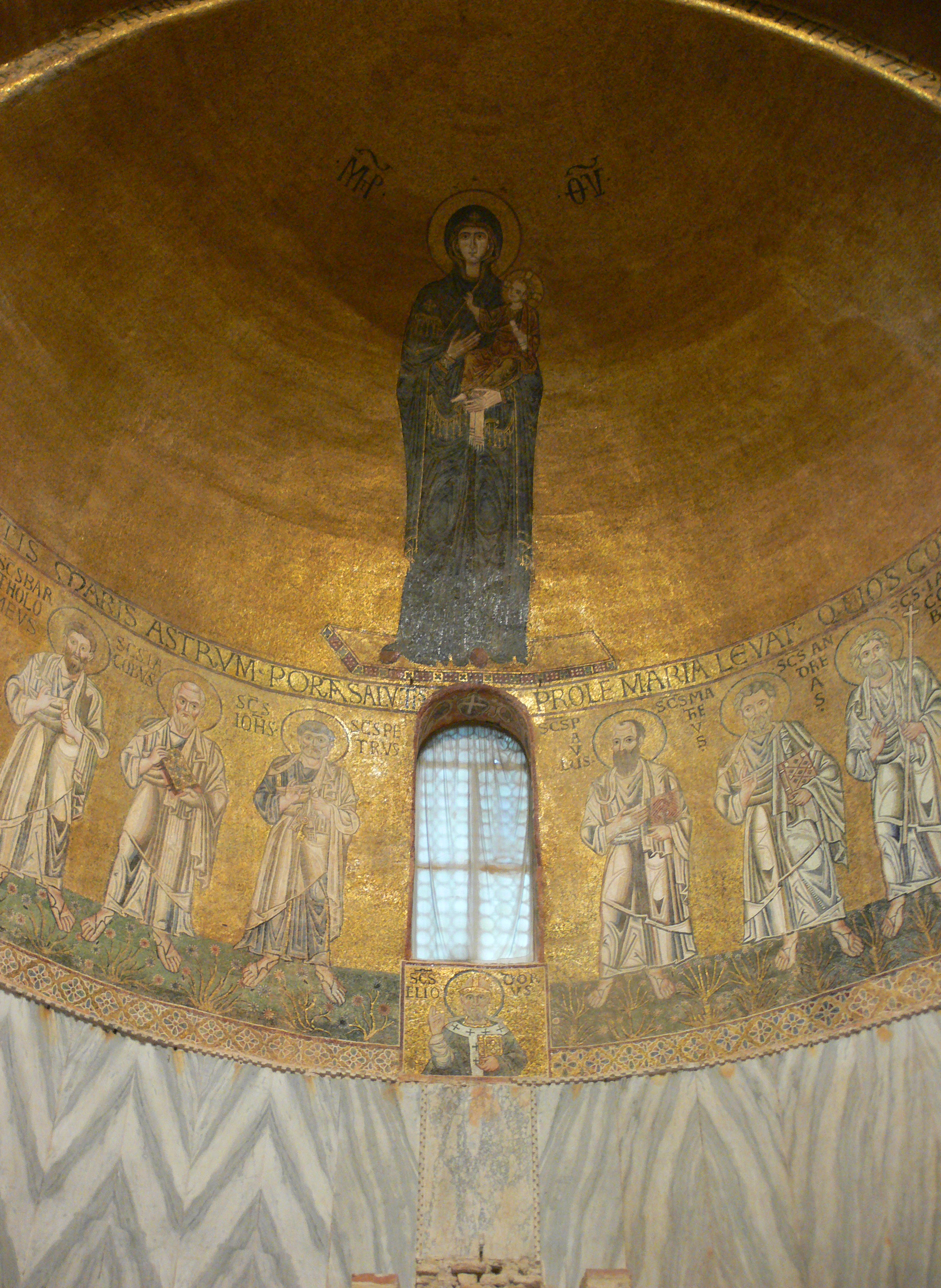
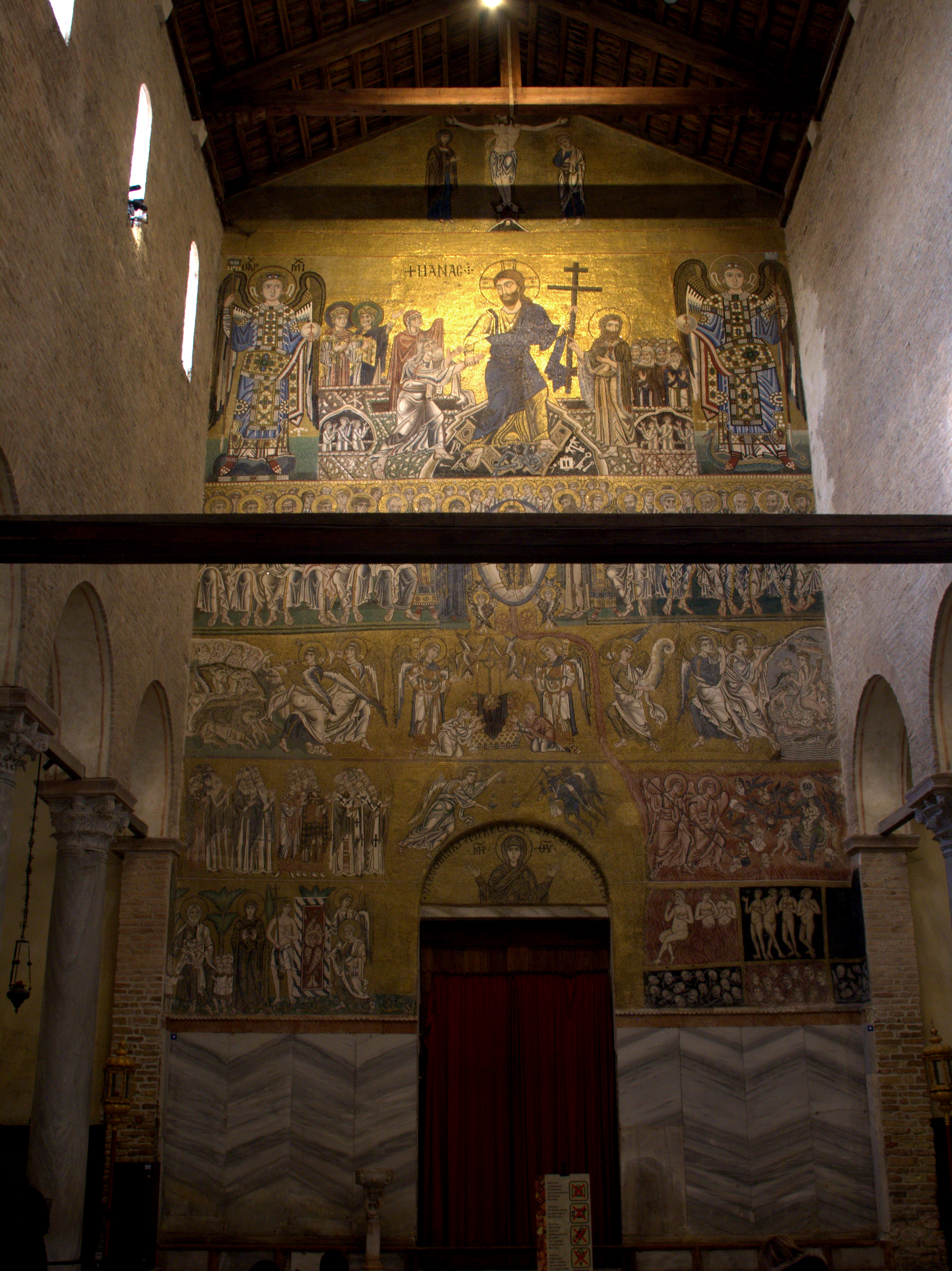
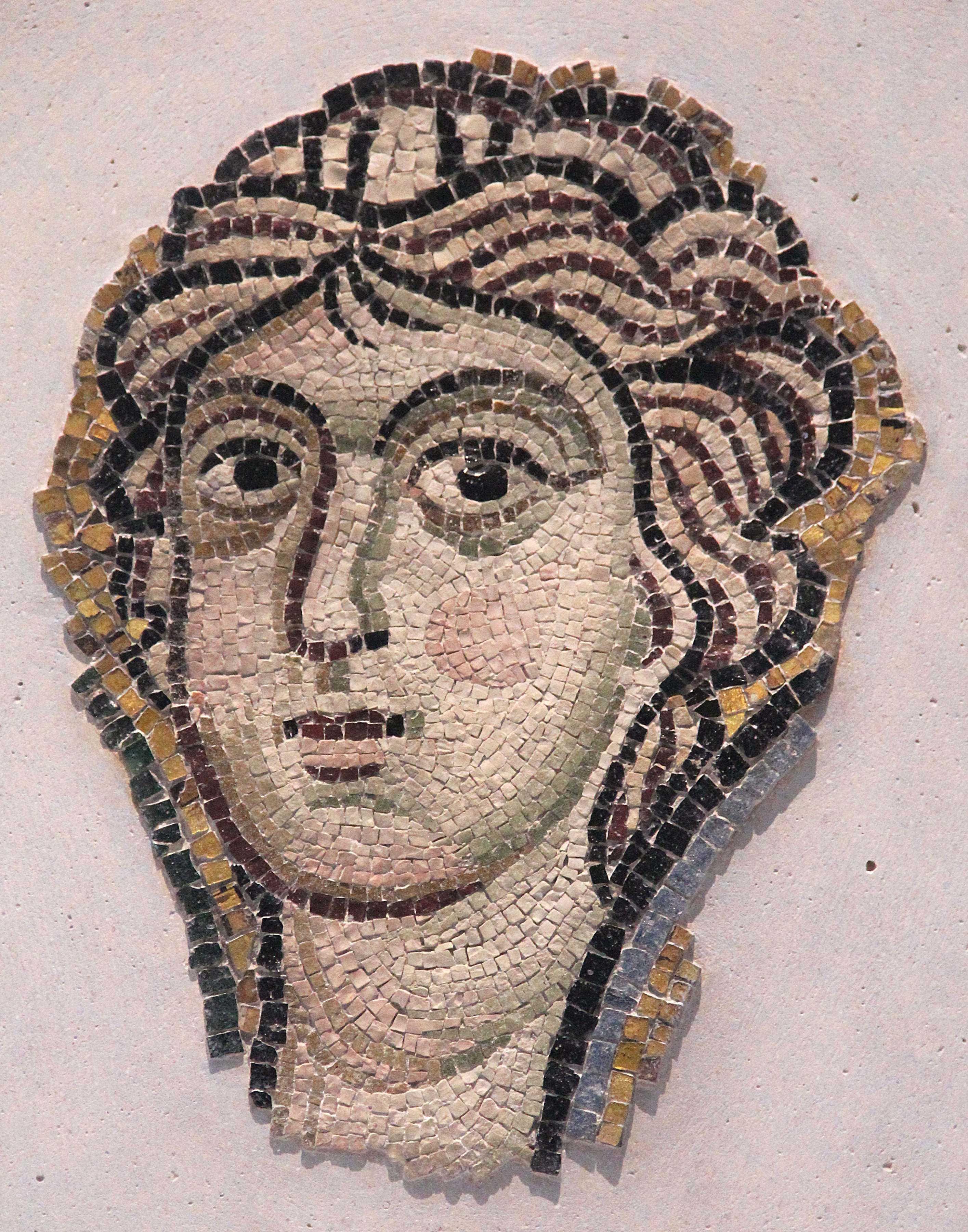